# Kościół Apostołów Szymona i Judy Tadeusza w Jędrzejowie
Kościół Apostołów Szymona i Judy Tadeusza – rzymskokatolicki kościół parafialny w miejscowości Jędrzejów (województwo opolskie). Świątynia należy do parafii Apostołów Szymona i Judy Tadeusza w Jędrzejowie w dekanacie Grodków, diecezji opolskiej. Dnia 3 września 1954 roku, pod numerem 123/54 kościół został wpisany do rejestru zabytków województwa dolnośląskiego.

## Historia kościoła
Kościół został wybudowany w XV wieku. W 1725 roku przebudowany. Kolejna przebudowa w 1895 roku zmieniła styl budowli na barokowy. Do 1945 roku była to świątynia obrządku ewangelicko-augsburskiego. Po zakończeniu II wojny światowej przeszła w ręce katolików. Teren wokół kościoła okala gotycki mur wykonany z kamienia.